# 스뱌토고안드레이 훈장
스뱌토고 사도 안드레야 페르보반노고 훈장(러시아어: Орден Святого апостола Андрея Первозванного) 또는 간단하게 스뱌토고안드레이 훈장은 러시아 제국 로마노프가와 러시아 연방이 수훈하는 훈장이다. 러시아 차르국과 러시아 제국의 첫 훈장이자 최고 등급 훈장으로, 1698년 표트르 1세가 처음 만들었다. 소련 시기 훈장은 폐지되었지만, 1998년 러시아 정부는 민간 및 군사훈장으로 스뱌토고안드레이 훈장을 다시 만들었다.